# Majdan Sobolewski
Majdan Sobolewski (prononciation : [ˈmai̯dan sɔbɔˈlɛfski]) est un village polonais de la gmina de Firlej dans le powiat de Lubartów de la voïvodie de Lublin dans l'est de la Pologne.
Il se situe à environ 6 kilomètres au sud-ouest de Firlej (siège de la gmina), 14 kilomètres au nord-ouest de Lubartów (siège du powiat) et 34 kilomètres au nord de Lublin (capitale de la voïvodie).
Le village compte approximativement une population de 160 habitants.

## Histoire
De 1975 à 1998, le village est attaché administrativement à l'ancienne Voïvodie de Lublin.

Depuis 1999, il fait partie de la nouvelle voïvodie de Lublin.